# Statue de pauvre homme

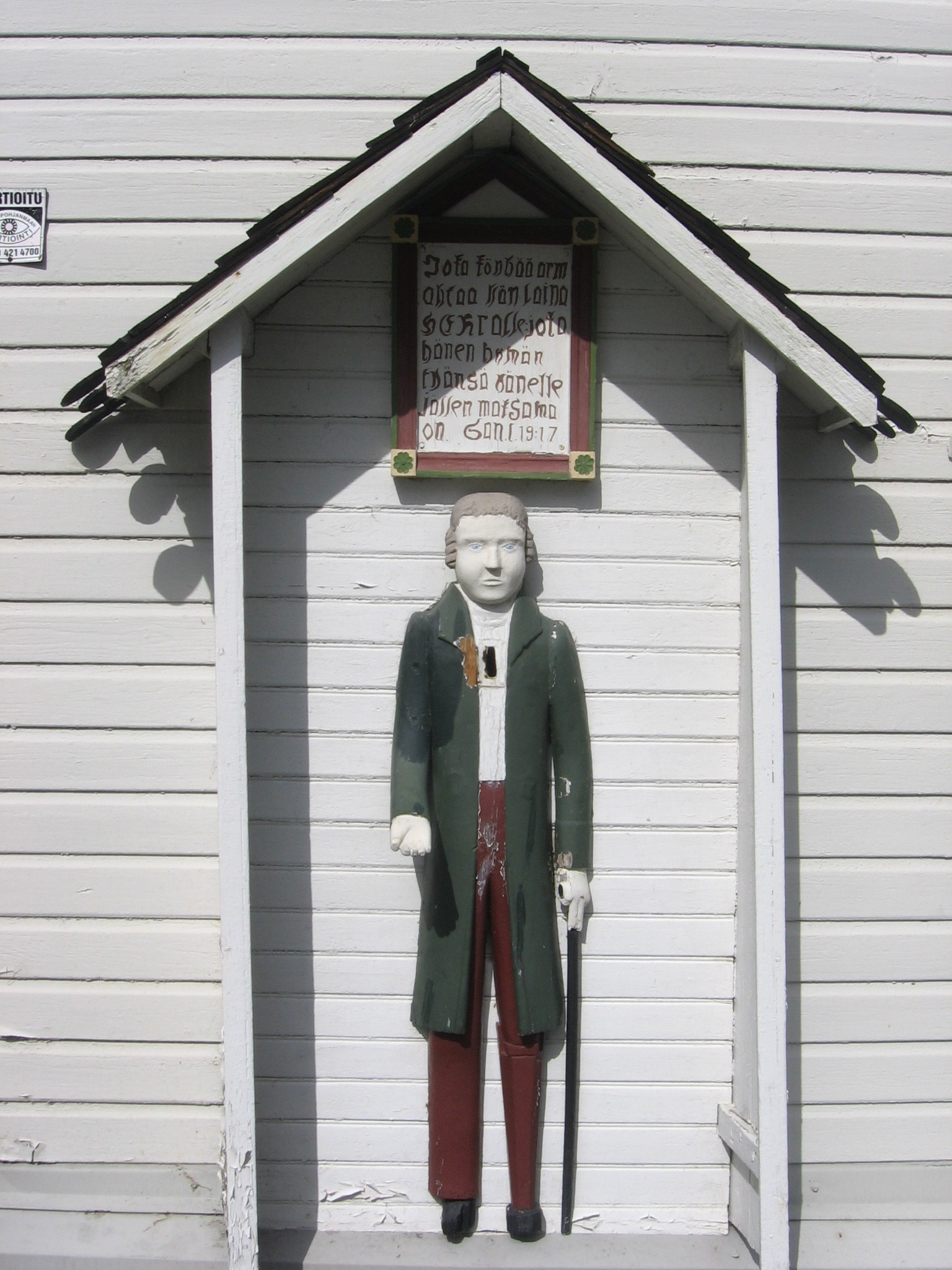
Église de Nurmo.

Les statues de pauvre homme (finnois : Vaivaisukko, suédois : Fattiggubbe) sont des troncs des pauvres en forme de statue en bois placées à l’extérieur des églises luthériennes en Finlande et en Suède.

## Histoire
On peut considérer que le tronc d'église que la Suède-Finlande a demandé de mettre en place à partir de 1343 est le prédécesseur de la statue de pauvre homme.
La diète de Västerås (fi) de 1527 interdit les troncs d'églises car ils rappellent trop les indulgences de l'église catholique.
Mais l'aide aux pauvres est de la responsabilité de l'église et les troncs aidaient les paroisses à assumer ce rôle.
Ainsi en 1649, la reine Christine de Suède demandera à remettre en place des instruments de quête dans les églises.
Il semble que les anciens troncs interdits portaient des décorations représentant des saints.
En Ostrobotnie, il y avait beaucoup de chantiers navals et c'est dans cette région que seront réalisées les premières statues de pauvre homme qui étaient plus acceptables car n'ayant pas de représentation de saints.
Les premières statues de pauvre homme sont sculptées au XVIIe siècle mais la plupart datent du XIXe siècle.

## Description
La statue représente un homme pauvre et souvent handicapé demandant l'aumône.
La statue a souvent un petit tronc avec une fente pour introduire des pièces de monnaie.
On utilisait ces statues du XVIIe au XIXe siècle pour recueillir les dons aux pauvres,.

## Galeries

### Statues en Finlande

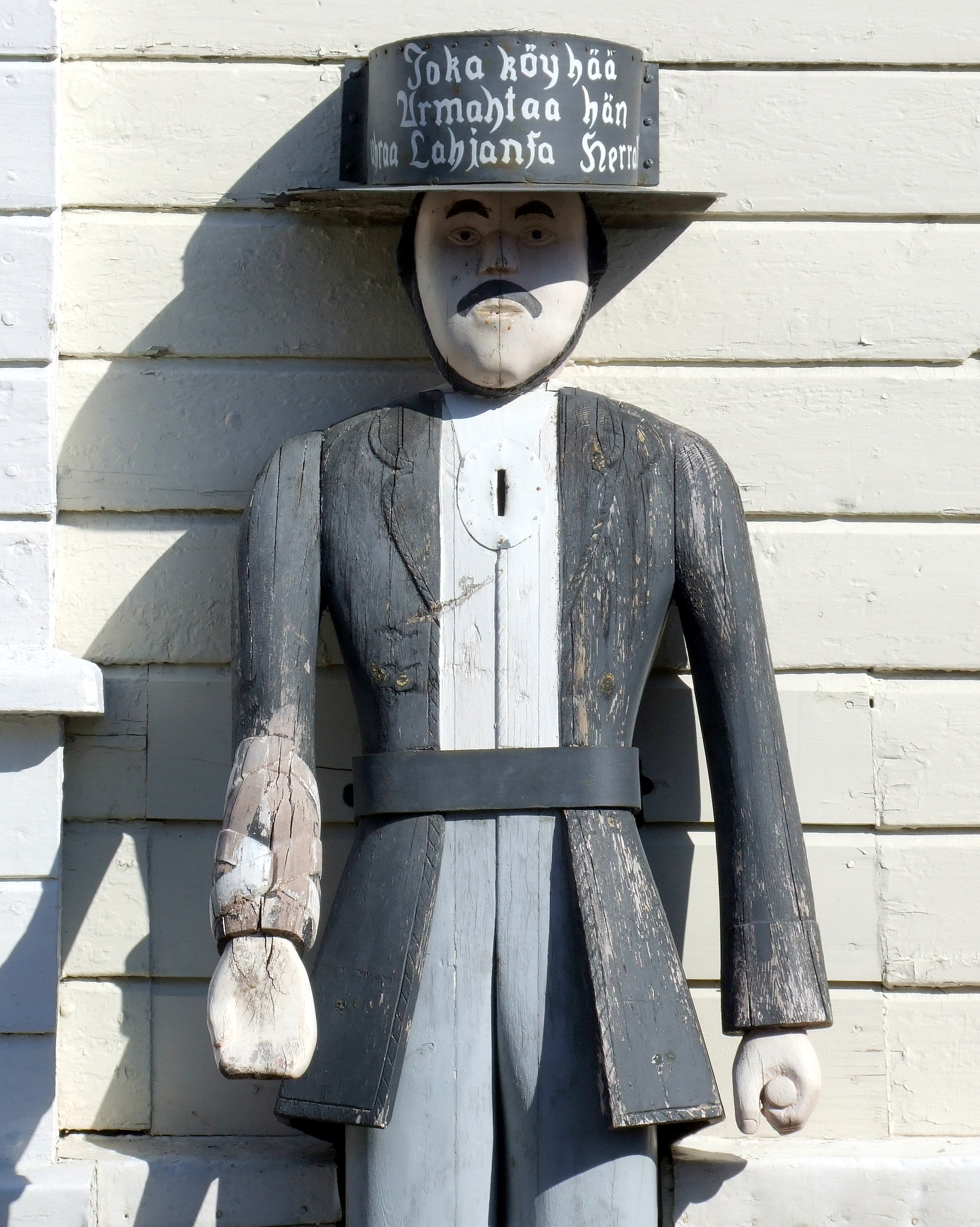
Église d'Haukipudas.
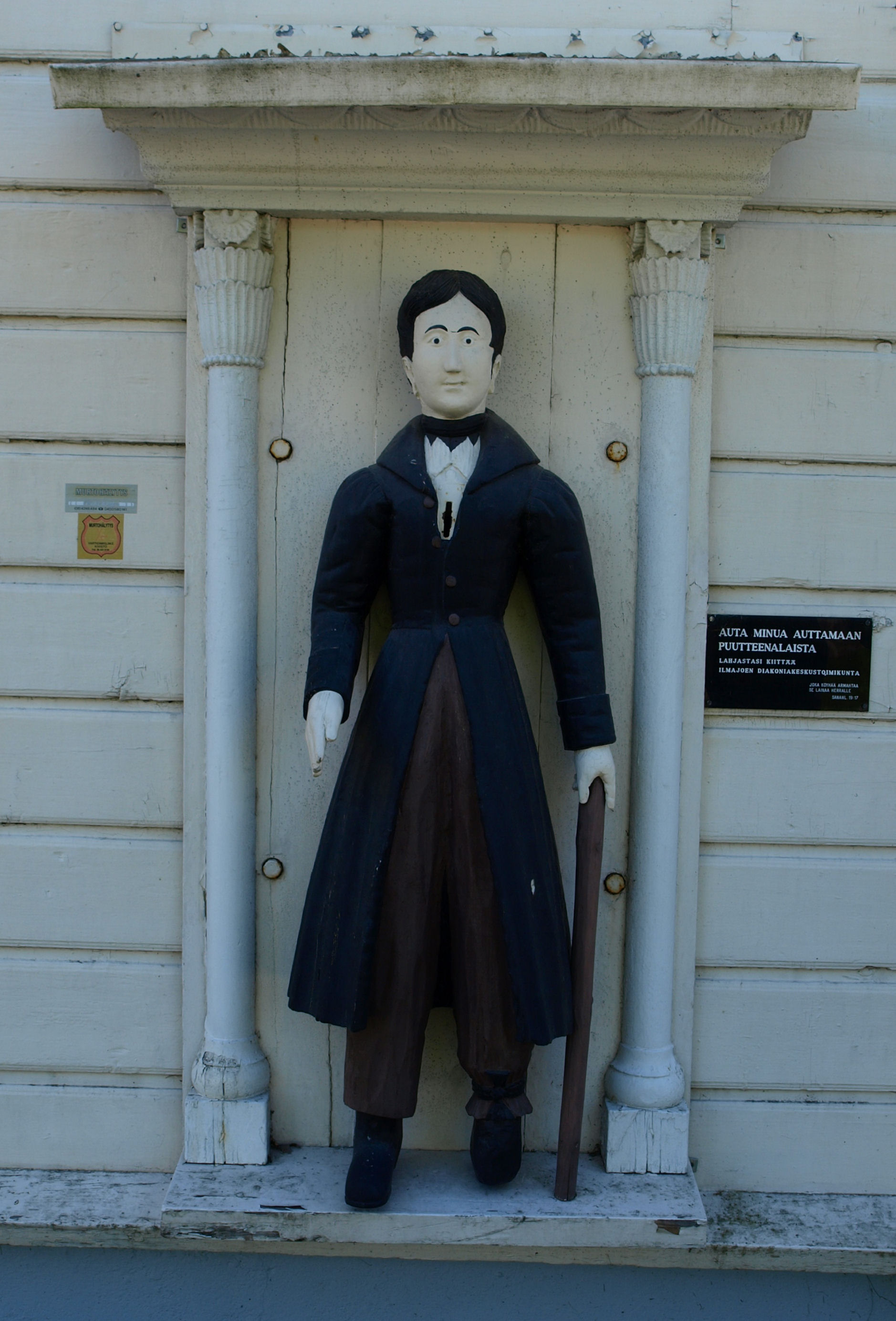
Église d'Ilmajoki.
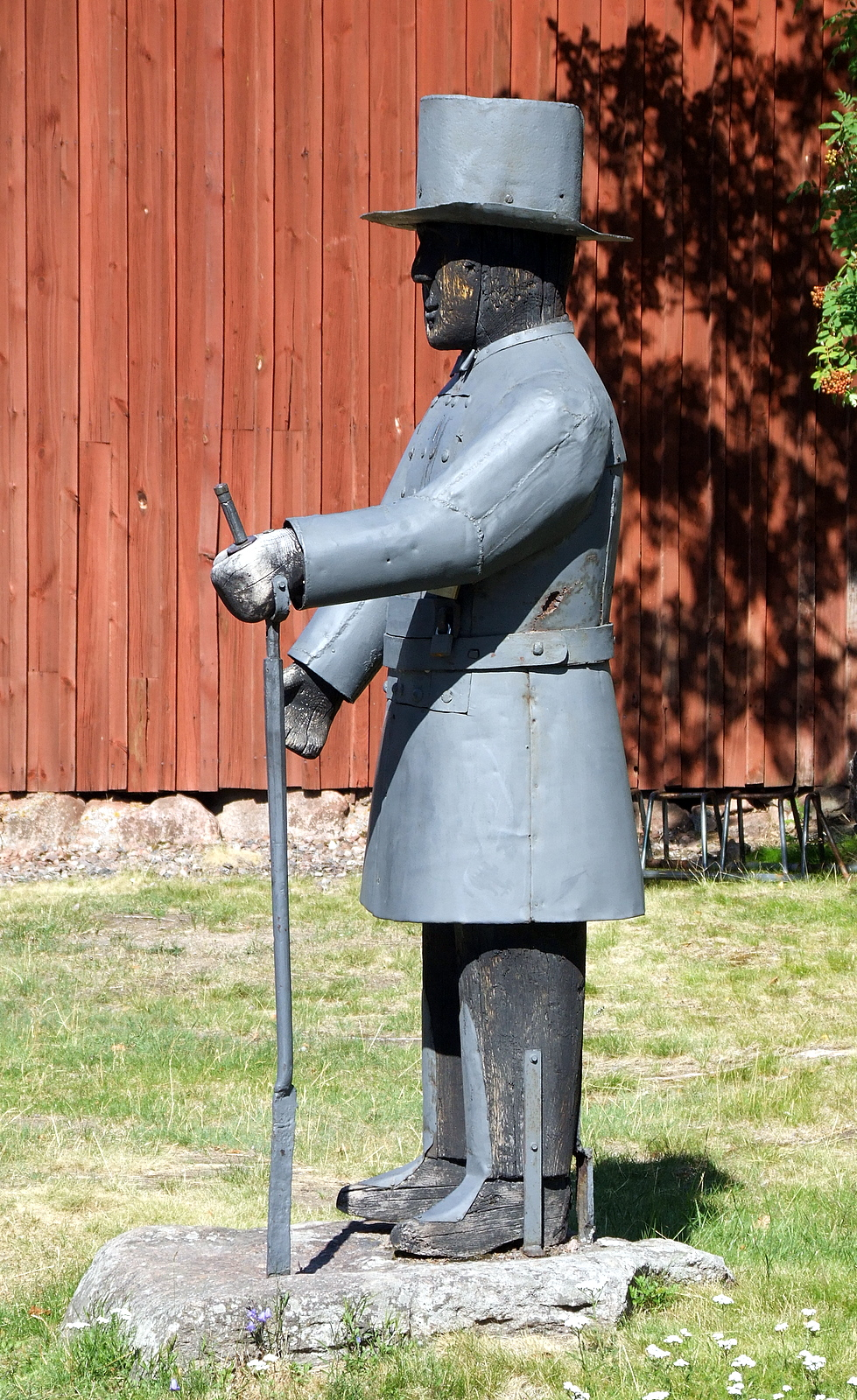
Église de Temmes (fi).
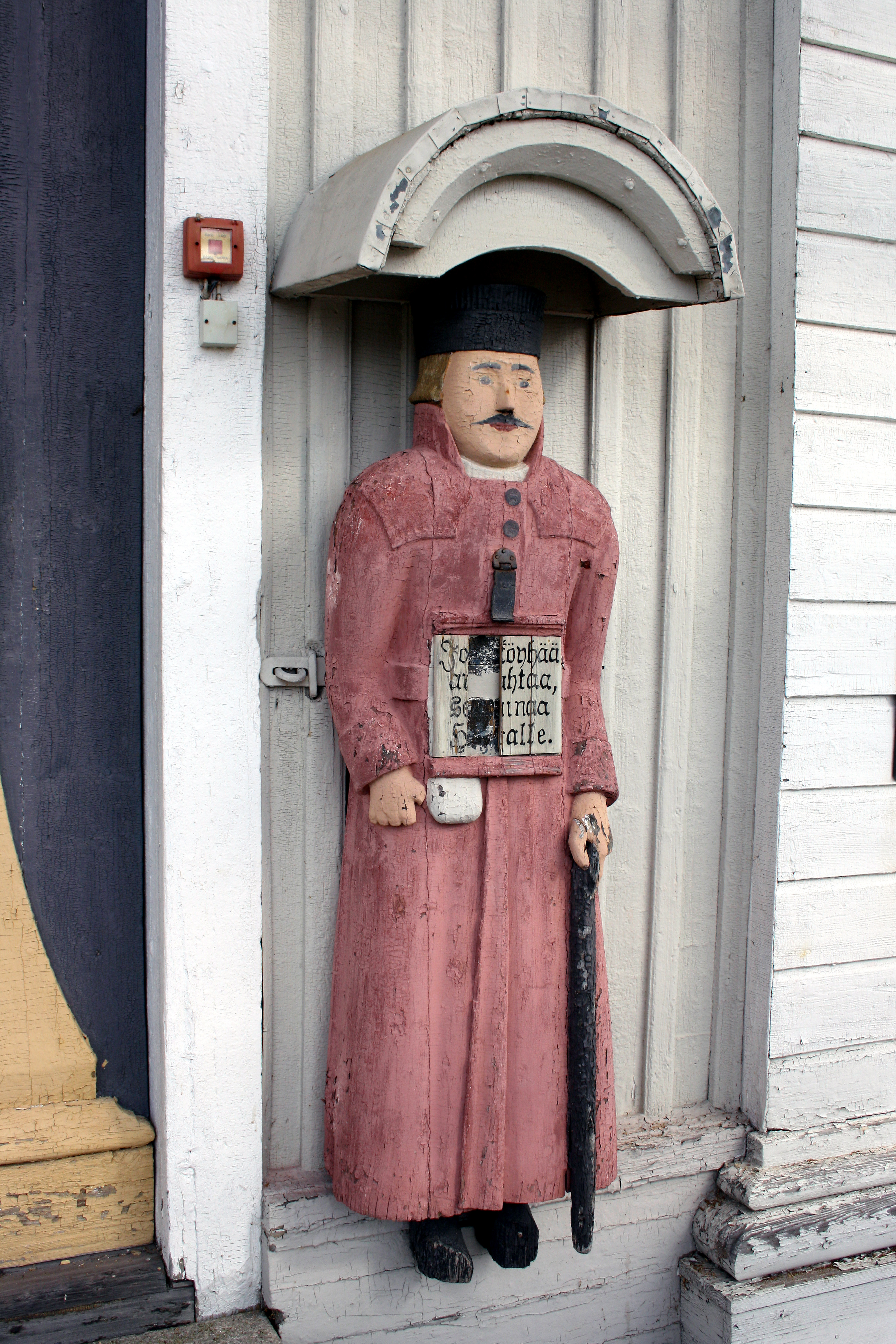
Église de Kälviä (fi).

### Statues en Suède

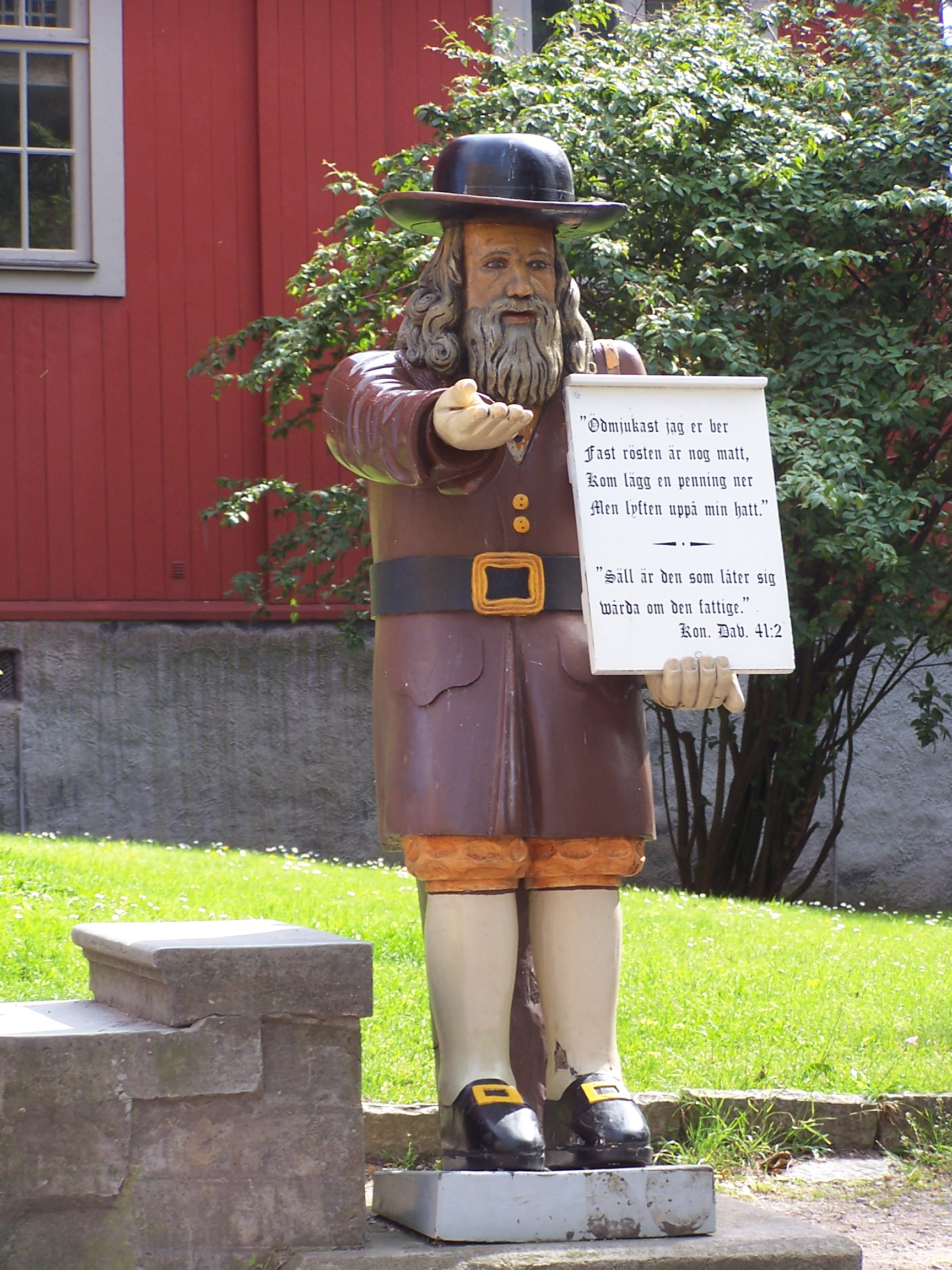
, Karlskrona

- Église de l'amirauté (sv), Karlskrona

### Exposition de 2013 à l'église de Kerimäki

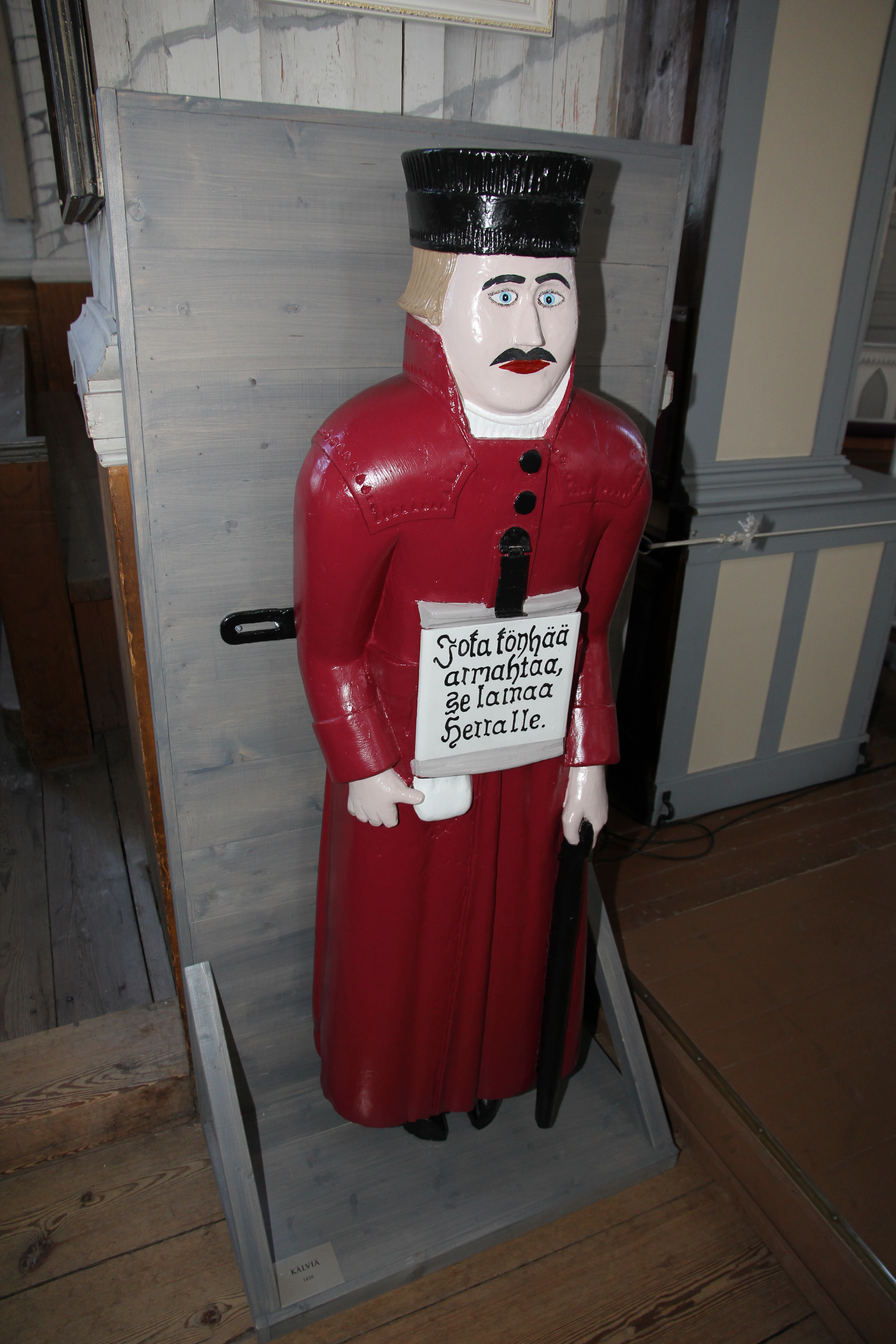
Église de Kälviä
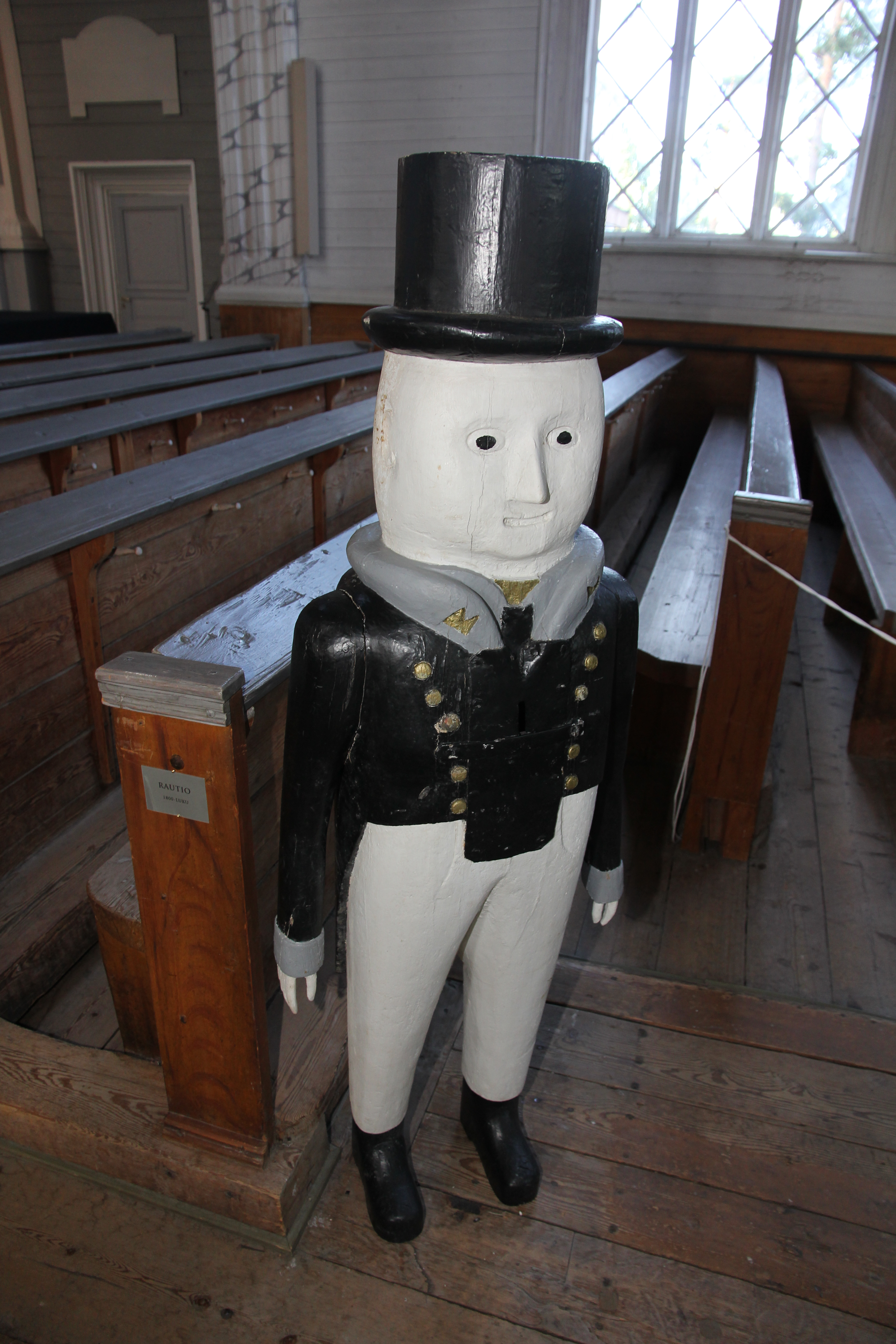
Église de Rautio
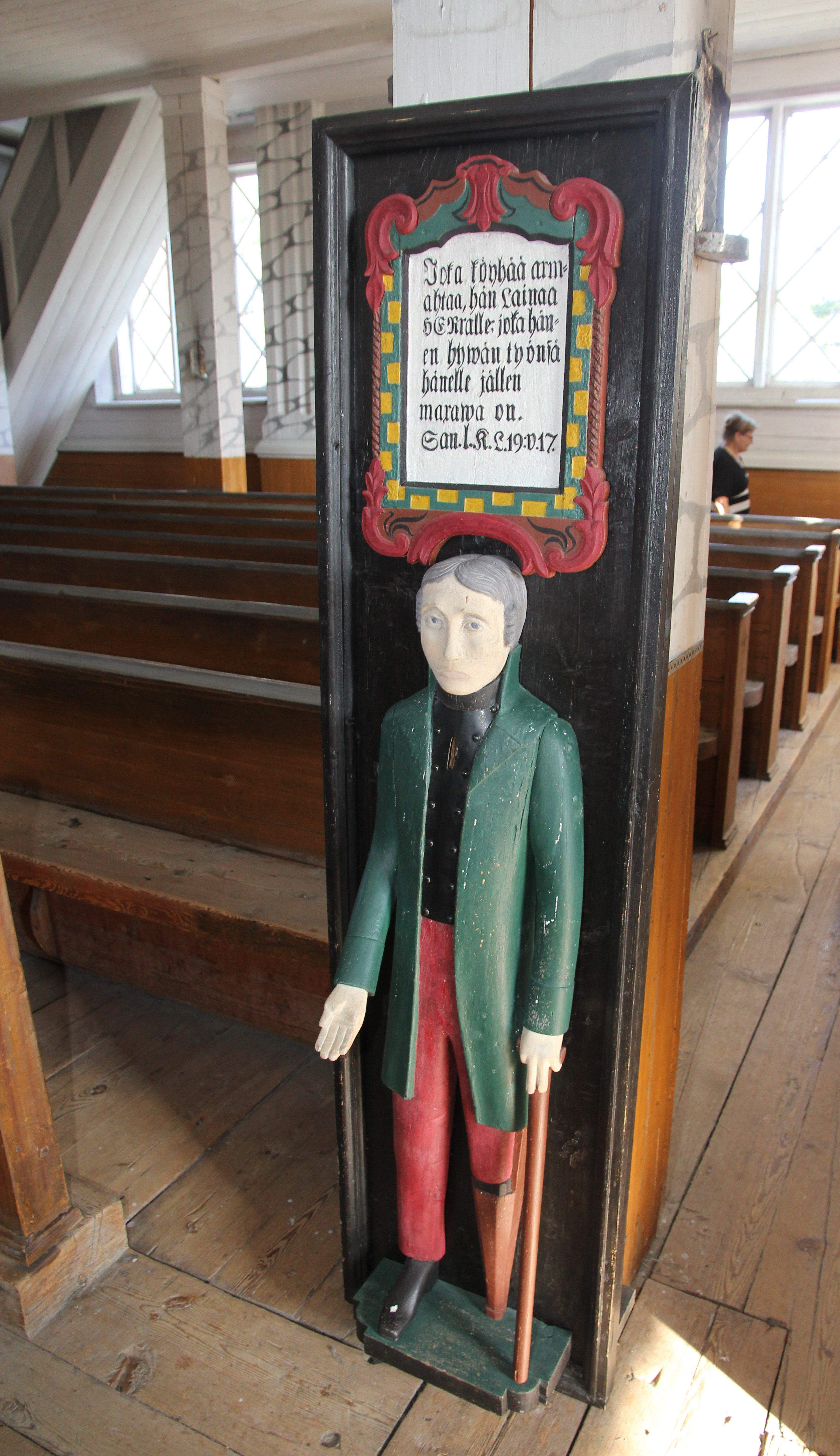
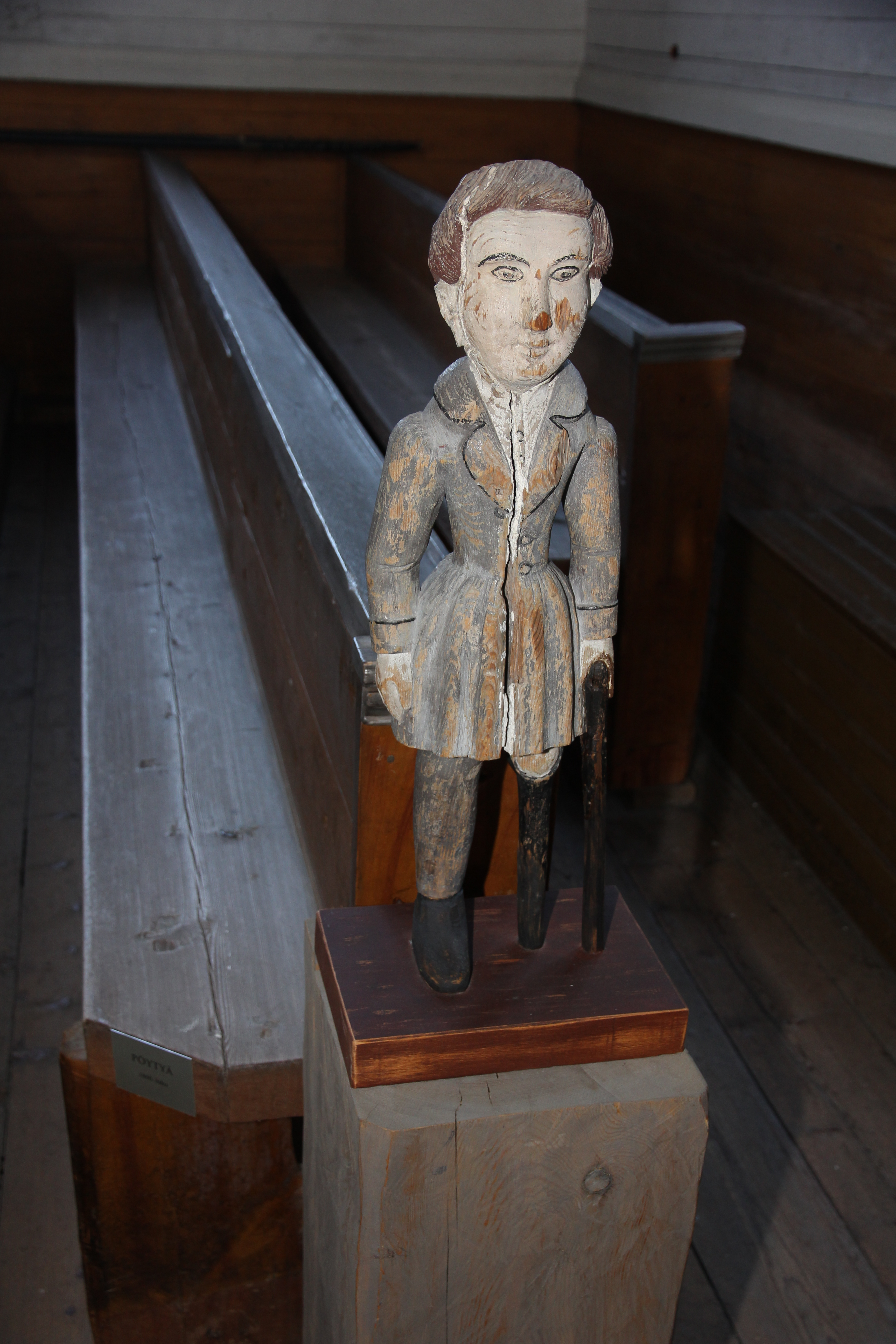
Église de Pöytyä.
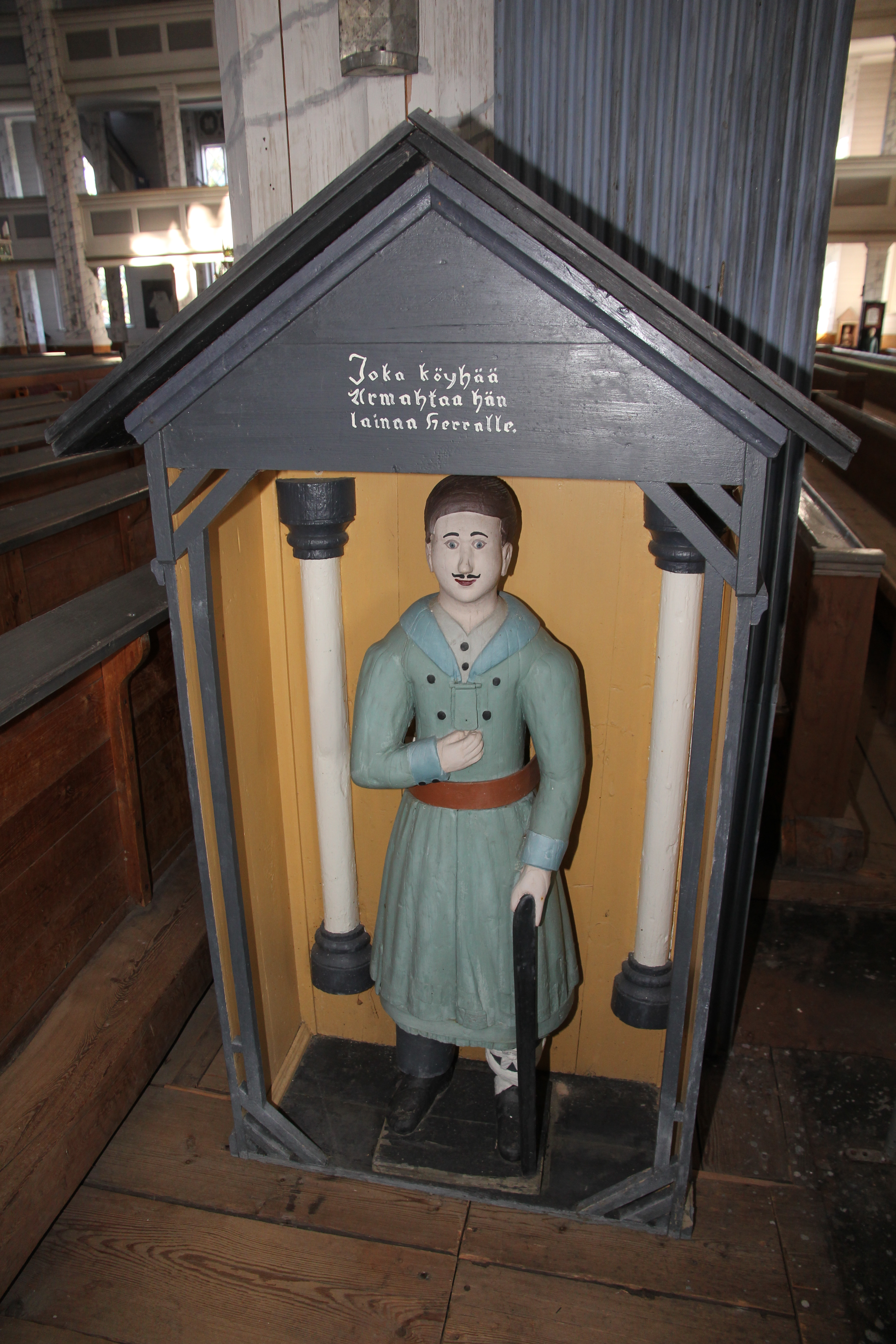
Église d'Evijärvi.